# Chapelle de la Miséricorde de Cannes
La chapelle Notre-Dame-de-la-Miséricorde ou chapelle de la Miséricorde, ancienne chapelle des Pénitents noirs, est une chapelle de Cannes.

## Situation géographique
La chapelle de la Miséricorde se trouve à Cannes (Alpes-Maritimes) 18 rue de la Miséricorde, derrière le marché Forville, dans le quartier du Suquet.

## Historique
La chapelle a été construite en 1617 par les Pénitents noirs. En 1677, elle était appelée Notre-Dame-de-la-Miséricorde du Bord de Mer. Elle possède un bénitier daté de 1620.
En 1634, les Pénitents noirs demandent à l'évêque de les autoriser à ériger un autel en l'honneur de sainte Thérèse.
Au début décembre 1635, s'y est tenue l'assemblée générale des communautés de Provence.
La chapelle est vendue pendant la Révolution, les confréries étant interdites. La confrérie des Pénitents se reconstitue après la Révolution, mais elle est dissoute en 1860.
Depuis 2012, la chapelle abrite l'ancien orgue mobile de Pierre Cochereau, construit par Philippe Hartmann en 1961 et restauré par Bernard Cogez lors de son installation sur site. Cette opération a été placée sous la patronage du spationaute et organiste français Jean-Loup Chrétien et l'instrument a été inauguré le 15 décembre 2012 par Philippe Lefebvre, successeur de Pierre Cochereau aux grandes orgues de Notre-Dame de Paris.
La messe dominicale y est célébrée en latin à 10h00 par le chanoine Rodier de l’ICRSP.

## Protection du patrimoine
La chapelle de la Miséricorde fait l’objet d’une inscription au titre des monuments historiques depuis le 6 juin 1933.